# 5. Sinfonie (Beethoven)

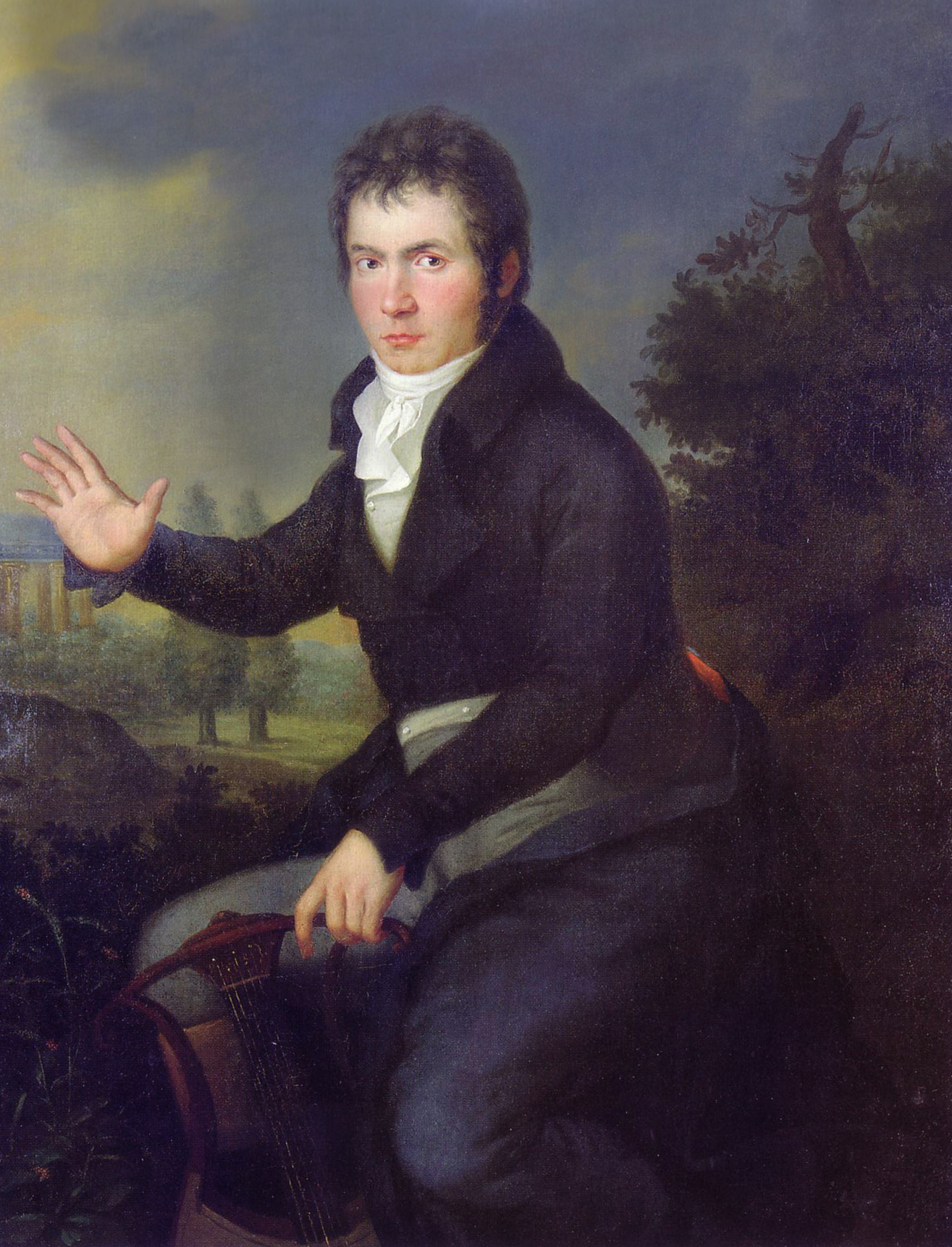
Ludwig van Beethoven (Porträt von Willibrord Joseph Mähler, 1804/05)

Die Sinfonie Nr. 5 c-Moll op. 67 von Ludwig van Beethoven entstand 1807/1808, zeitgleich mit der 6. Sinfonie, und ist Franz Joseph Maximilian von Lobkowitz und Andreas von Rasumowski gewidmet. Die Sinfonie ist auch unter dem (umstrittenen) Beinamen „Schicksalssinfonie“ bekannt und wurde am 22. Dezember 1808 im Theater an der Wien uraufgeführt. Beethovens „Fünfte“ zählt heute zu den berühmtesten Werken der klassischen Musik. Die Spieldauer beträgt circa 32 Minuten.
In der romantischen Beethoven-Rezeption wurde die 5. Sinfonie im Sinne eines Schicksalsdramas als eine musikalisch objektivierte Erzählung von Niederlage und Triumph, vom ewigen menschlichen Schicksalskampf, von Leid und Erlösung interpretiert. Ähnlich wie die 9. Sinfonie behandelt sie mit ihrem per aspera ad astra (lat. „durch das Raue zu den Sternen“, von c-Moll nach C-Dur) einen grundlegenden Gedanken der europäischen Kultur. Auch wenn diese Deutung in der heutigen Zeit bisweilen als pathetisch angesehen wird, hat Beethovens Fünfte zusammen mit der Eroica und seiner 9. Sinfonie das sinfonische Schaffen des 19. Jahrhunderts maßgeblich beeinflusst.

## Entstehungsgeschichte
Die ersten Skizzen Beethovens zur 5. Sinfonie sind in den Jahren 1803 und 1804, also zwischen den Arbeiten an der 3. und 4. Sinfonie, entstanden. Nachdem der oberschlesische Graf Franz von Oppersdorff Beethoven im Jahr 1806 kennengelernt hatte, gab er ihm zwei Sinfonien in Auftrag. Die Fertigstellung der 5. Sinfonie erfolgte im Frühjahr 1807 bis Anfang 1808 in Wien, zeitgleich mit der 6. Sinfonie. Nachdem die Sinfonie zunächst Oppersdorff gewidmet werden sollte, leistete dieser mehrere Zahlungen, was ihm für eine bestimmte Zeit die Rechte gesichert hätte. Beethoven verkaufte sein Werk jedoch letztlich dem Fürsten Franz Joseph Lobkowitz und widmete es ihm sowie dem Grafen Andrei Kirillowitsch Rasumowski. Gegenüber Oppersdorff erklärte er in einem Brief vom 1. November 1808: „Noth zwang mich die Sinfonie, die für sie geschrieben, […] an jemanden andern zu veräußern.“ Zur Entschädigung dedizierte er ihm stattdessen die 4. Sinfonie. Im März 1808 fertigte Beethoven sein Autograph der vollständigen Partitur an und verkaufte das Werk im Juni zusammen mit seiner 6. Sinfonie in Erwartung besserer Bezahlung schließlich an den Verlag Breitkopf & Härtel, der beide Werke 1809 veröffentlichte.

### Uraufführung
Die 5. und die 6. Sinfonie wurden zusammen mit dem 4. Klavierkonzert, einer Arie, zwei Teilen aus der Messe in C-Dur und obendrein der Chorfantasie in einem Konzert am 22. Dezember 1808 unter der Leitung des Komponisten im Theater an der Wien uraufgeführt. Das Konzert dauerte von 18.30 bis 22.30 Uhr und bestand aus zwei separaten Programmteilen, wobei der erste Teil zunächst mit der 6. Sinfonie und der zweite mit der 5. Sinfonie eröffnet wurde.
„Dass man auch des Guten – und mehr noch – des Starken leicht zu viel haben kann“ war die Erfahrung des Konzertbesuchers Johann Friedrich Reichardt, der es bei diesem Mammutprogramm vier Stunden lang im bitterkalten Theater ausgehalten hatte. Beethoven hatte lange auf die Gelegenheit gewartet, der Öffentlichkeit einen Querschnitt seines Schaffens der vorangegangenen zweieinhalb Jahre zu präsentieren. Das Orchester hatte jedoch unzulänglich geprobt und wurde den musikalischen Anforderungen unter der Leitung des Komponisten nicht gerecht. Beethoven selber saß auch als Solist am Klavier, spielte aber durch seinen fortschreitenden Hörverlust schlecht – es war vermutlich sein letzter Auftritt als Pianist. Zudem berichteten Zeitzeugen von deutlichen Schnitzern, die möglicherweise auf das angespannte Verhältnis zwischen Orchester und Dirigent zurückzuführen waren. Die Erfahrung dieses „Akademie-Konzerts“ war für ihn so bitter, dass er sogar daran dachte, Wien zu verlassen und erst durch die Garantie einer kontinuierlichen Förderung durch seine fürstlichen Gönner zurückgehalten werden konnte. Dies blieb die einzige Uraufführung mit Beethovens Werken, in der zwei seiner Sinfonien erklangen.

### Beiname „Schicksalssinfonie“
Wie die meisten überlieferten Aussagen Beethovens beruht auch sein bekanntes Zitat zur 5. Sinfonie auf den Aussagen seines Sekretärs Anton Schindler und ist daher nur von fragwürdiger Authentizität. So zitierte dieser die Worte Beethovens zu seinem Werk: „Den Schlüssel zu diesen Tiefen gab dessen Schöpfer selber, als er eines Tages mit dem Verfasser über die demselben zu Grunde liegende Idee sprach, mit den Worten: So pocht das Schicksal an die Pforte, indem er auf den Anfang des ersten Satzes hinwies.“ Diese mit der Bezeichnung „Schicksalssymphonie“ verbundene Deutung ist in der aktuellen Forschung berechtigterweise in die Kritik geraten. Allerdings hält Mechthild Fuchs in ihrer Studie Schindlers Aussage für glaubwürdig; die häufige Deutung als „Schicksalssinfonie“ ist für sie ein Hinweis darauf, dass diese Interpretation sachgemäß sei. Hingegen hob Harry Goldschmidt die politische Bedeutung des Werks und des allenfalls darin vorkommenden Schicksalsbegriffs hervor:
„Als Goethe zu Napoleon von ‚Schicksal‘ sprach, erhielt er zur Antwort: ‚La politique c’est le destin!‘ [„Die Politik ist das Schicksal!“] Es ist unwahrscheinlich, dass dieser napoleonische, besser bonapartistische Citoyen-Begriff von ‚Schicksal‘ nicht derselbe wie der des Komponisten der Sinfonie auf Bonaparte gewesen wäre. […] Insofern war die c-Moll-Sinfonie, zu Ende gebracht nach den Siegen von Jena und Auerstedt, ein eminent antinapoleonisches Werk. Möglich sogar, dass die Enttäuschung über die Kaiserkrönung nach Fertigstellung der ‚Eroica‘ bald darauf den Anstoß zu der ‚Parallelsinfonie‘ gegeben hatte. Wie die in der gleichen Zeit, in demselben Stil und derselben Tonart komponierten Coriolanouvertüre ist sie ‚in tyrannos‘ [„gegen die Tyrannen“] geschrieben.“

Über die Gedanken und Motivation Beethovens zur 5. Sinfonie lässt sich wenig sagen, da keine Äußerungen des Komponisten zu seinem Werk überliefert sind. Insbesondere im 19. Jahrhundert wurde die ab 1798 beginnende Taubheit Beethovens sowie dessen erschütternde Erkenntnis im Heiligenstädter Testament (1802) mit der Deutung einer musikalischen Aussage des Werkes in Zusammenhang gebracht. So präsentierte Alexander Ulibischeff im Jahre 1859 eine Deutung des die 5. Sinfonie eröffnenden Klopfmotivs: „Er öffnet seine Thür bei den verhängnisvollen Schlägen, und ein schwarzes Gespenst taucht vor ihm auf, […] um ihm das Nichts einer vollständigen Taubheit vorher zu prophezeien.“ In ihrer rezeptionsgeschichtlichen Studie zur fünften Sinfonie akzeptiert Fuchs die biographischen wie die geschichtlichen Aspekte als Hintergrund der Werkinterpretation: „Doch wäre eine direkte Erklärung der Inhalte der 5. Sinfonie aus Beethovens Biographie oder aus den revolutionären Bewegungen seiner Zeit heraus zu kurz gegriffen. In den Untersuchungen zum Beethoven-Bild, die sich auf dessen eigene Selbstdarstellung bzw. sein Bild in der musikinteressierten Öffentlichkeit stützen, bin ich zu dem Ergebnis gelangt, daß diese Faktoren zwar als Hintergrund für eine Interpretation wichtig zu nehmen sind, sich indessen seine künstlerischen Absichten nicht darin erschöpfen.“ Goldschmidt fasste die philosophischen Implikationen der verschiedenen Interpretationen zusammen: „Dem ‚Schicksal‘ kommt […] ebenso säkulare wie konkrete, durchaus repressive Bedeutung zu. Auf keinen Fall verträgt es sich mit einer ungeschichtlichen, ins Persönliche verengten Interpretation. Dasselbe muss von der Auflehnung gesagt werden. Niemals wäre die Handschrift sonst so überpersönlich, musikalische Sprache der Massen im Idealgebrauch des Wortes geworden. Es war zugleich die eminent moderne Sprache, mit allen geschichtlichen Erfahrungen aus der Neuzeit. Als die ‚Emanzipation aus selbstverschuldeter Unmündigkeit‘ hatte Kant, Beethovens philosophische Autorität, die bürgerliche Aufklärung definiert. Schicksal wurde nicht mehr passiv hingenommen, es war weder unentrinnbar noch unbezwingbar geworden. Dafür spricht der innere Gang der Satzfolge. Unentrinnbar erscheint das Schicksal nur im ersten Satz.“

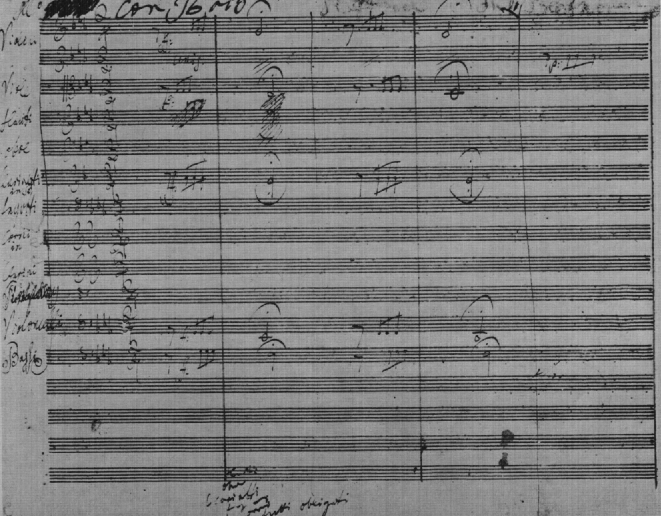
Autograph der ersten Seite der Partitur (1808)

### Notentext
Der Notentext der 5. Sinfonie beruht auf den folgenden fünf Hauptquellen:
- Partitur von Beethovens eigener Hand (Autograph) vom März 1808, die von ihm zur Uraufführung benutzt wurde. Sie befindet sich im Besitz der Staatsbibliothek Preußischer Kulturbesitz in Berlin.
- Handschriftliches Stimmenmaterial, das für die Uraufführung erstellt wurde und teilweise unter Beethovens Aufsicht entstand. Es befindet sich im Besitz der Gesellschaft der Musikfreunde in Wien.
- Handschrift des Kopisten Wenzel Schlemmer mit Korrekturen Beethovens, die dem Verlag Breitkopf & Härtel als Stichvorlage diente. Sie befindet sich im Archiv des Verlages.
- Gedrucktes Stimmenmaterial, das 1809 unter der Verlagsnummer 1329 erschienen ist.
- Gedruckte Partitur, die der Verlag 1826 unter der Nummer 4302 veröffentlichte.[16]Deckblatt der Ausgabe Nr. 1329 im Verlag Breitkopf & Härtel (1809)

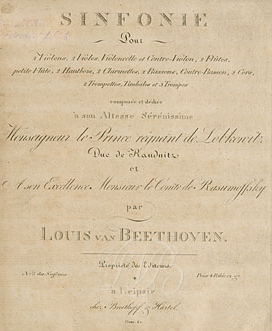
Deckblatt der Ausgabe Nr. 1329 im Verlag Breitkopf & Härtel (1809)

Zwischen den genannten Quellen, insbesondere zwischen den handschriftlichen und den gedruckten, bestehen teils signifikante Unterschiede. Diese betreffen hauptsächlich die Dynamik, Phrasierung und Artikulation. Dabei gehen die Handschriften in Richtung einer sehr abgestuften Dynamik und einer detaillierten Phrasierung und Artikulation. Die gedruckten Quellen folgen hingegen mehr den traditionellen Konventionen der Orchesterpraxis. Ein wesentlicher Unterschied zwischen dem Autograph und der Druckversion betrifft den 3. Satz: Es umfasste ursprünglich 611 Takte, was Beethoven wohl im Nachhinein als zu lang empfand und daher erheblich kürzte. Zwei Takte der Wiederholung, die in der gekürzten Version keinen Sinn ergeben, tauchen trotz brieflicher Hinweise Beethovens an den Verlag seltsamerweise bis 1846, als Felix Mendelssohn Bartholdy darauf aufmerksam machte, in den Notenausgaben auf. Die Mehrzahl der heute verwendeten Partituren geht von der 1862 erschienenen Gesamtausgabe der Werke Beethovens aus, die ihrerseits auf den gedruckten Versionen von 1809 und 1826 beruht. Von Elliot Forbes und Peter Gülke wurden abweichende Partituren herausgegeben, welche die genannten Diskrepanzen berücksichtigen.

## Zur Musik

### 1. Satz: Allegro con brio
c-Moll, 2/4-Takt, 502 Takte
Der erste Satz ist eine klassische Sonatensatzform. Die Exposition ist wiederholt, Durchführung sowie Reprise und Coda nicht. Beethoven eröffnet – wie auch in seiner 6. Sinfonie – mit einem prägnanten Motto, dem sogenannten „Schicksalsmotiv“, welches als rhythmisch-melodische Urzelle auch im weiteren Verlauf des Kopfsatzes bedeutsam ist und in allen Formteilen sowie in den weiteren Sätzen erscheint.

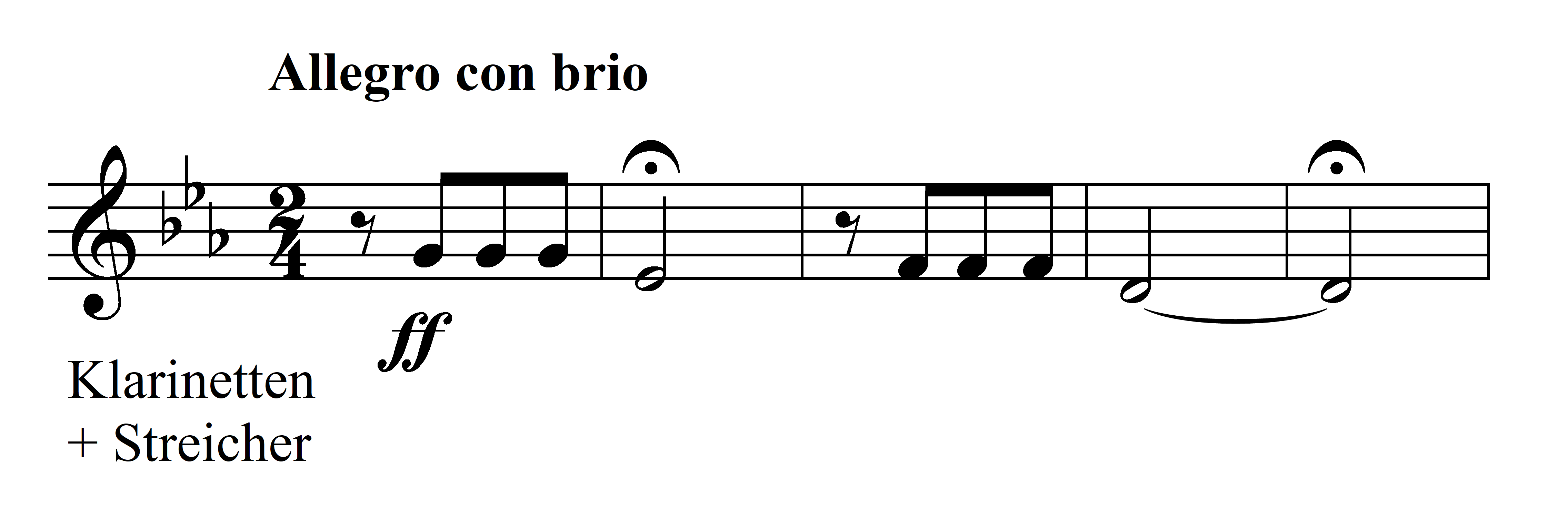
1. Satz, Motto (T. 1–5)Datei:Beet5mov1bars1to5.ogg

Das berühmte Anfangsmotiv, bestehend aus drei Achtelnoten mit abschließendem Terzsprung (g–es) erklingt zunächst im Fortissimo in den Streichern und Klarinetten und wird anschließend (auf drei Takte erweitert) sequenziert. Seine Spannung bezieht es aus den beiden Fermaten und vor allem daraus, dass auch die Tonart zunächst unentschieden ist: Der Hörer könnte genauso gut Es-Dur als Grundtonart vermuten, erst ab Takt 7 schafft der Grundton C in den Celli und Fagotten harmonische Eindeutigkeit. Weiter ist unklar, ob es sich rhythmisch um einen Auftakt von drei Achtelnoten oder um eine Triole handelt – auch dies wird (ohne Einsicht des Notentextes) erst mit Beginn des Hauptthemas ab Takt 6 eindeutig. Da in der Folge auch das Seitenthema mit dem Rhythmus des Hauptthemas in den Bässen begleitet wird und zudem die gesamte Durchführung und die Coda vom Anfangsmotiv geprägt sind, hat der Kopfsatz (wie auch bei den Sinfonien Joseph Haydns) eine starke Tendenz zur Monothematik.

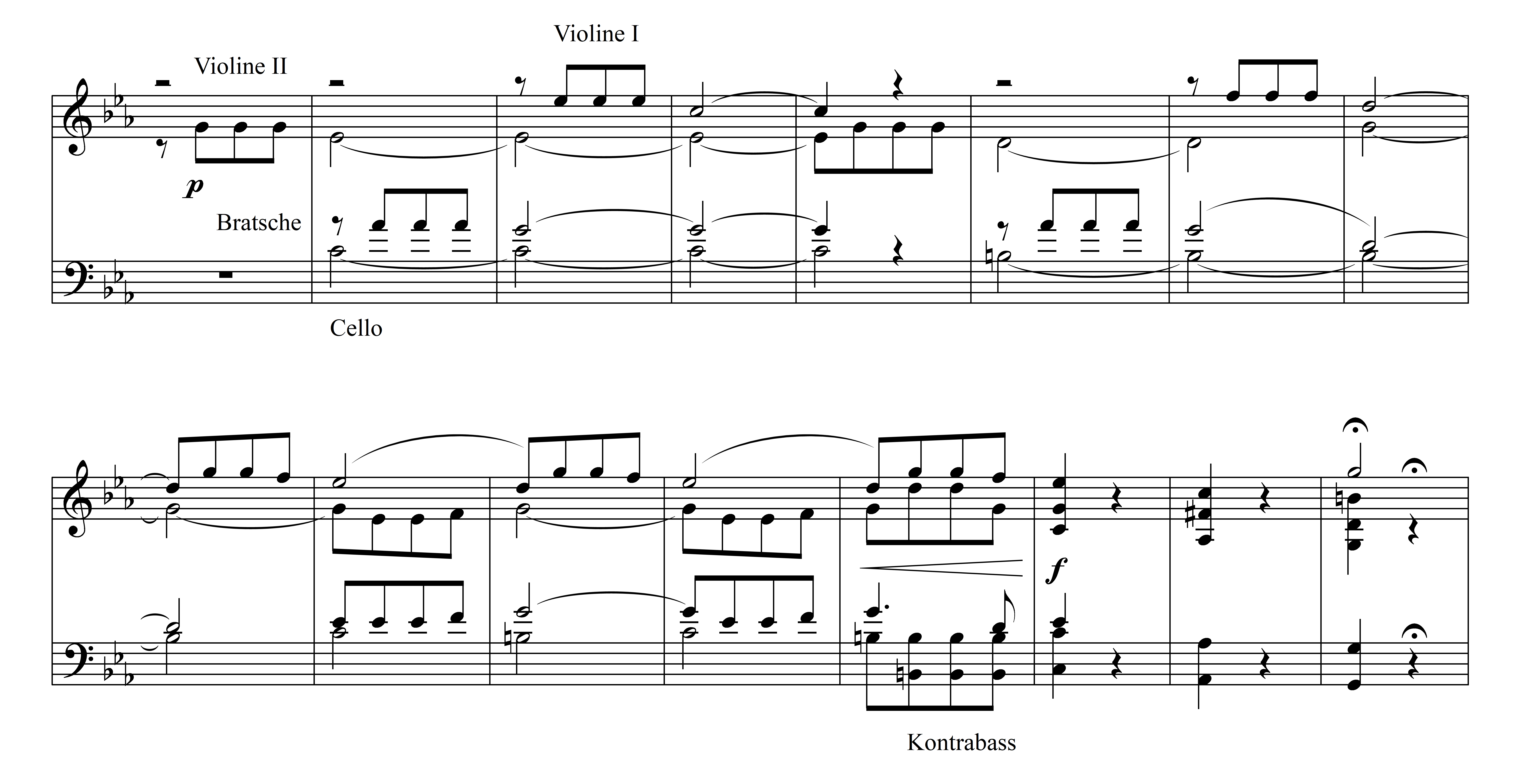
1. Satz, Hauptthema (T. 6–21)

Die Exposition (T. 1–124) beginnt ohne langsame Einleitung direkt mit den fünf Takten des oben abgebildeten „Schicksalsmotivs“ im Fortissimo. Im Rahmen des Hauptthemas (T. 6–21) wandert das Motiv dann imitatorisch im Piano durch die Streicherstimmen und geht dabei in einen durchgehenden Achtel-Fluss über, der nach einem kurzen Crescendo zum Forte im Tutti auf der Dominante endet. Das Hauptthema (16 in 4+4+8 Takte) ist dabei als klassischer Satz (nach Erwin Ratz) gestaltet, pendelt primär zwischen I und V und erreicht den Halbschluss mittels einer phrygischen Wendung (T. 20/21) mit dem übermäßigen Quintsextakkord. Mit den Tönen des verminderten Septakkords wird das Anfangsmotiv in Takt 22 sequenziert, um dann auf die gleiche Weise wie zuvor weitergeführt zu werden. Als Brückenakkord der abschließenden Modulation dient in Takt 52 der A°7/C als Zwischenharmonie zur Dominante der Paralleltonart.

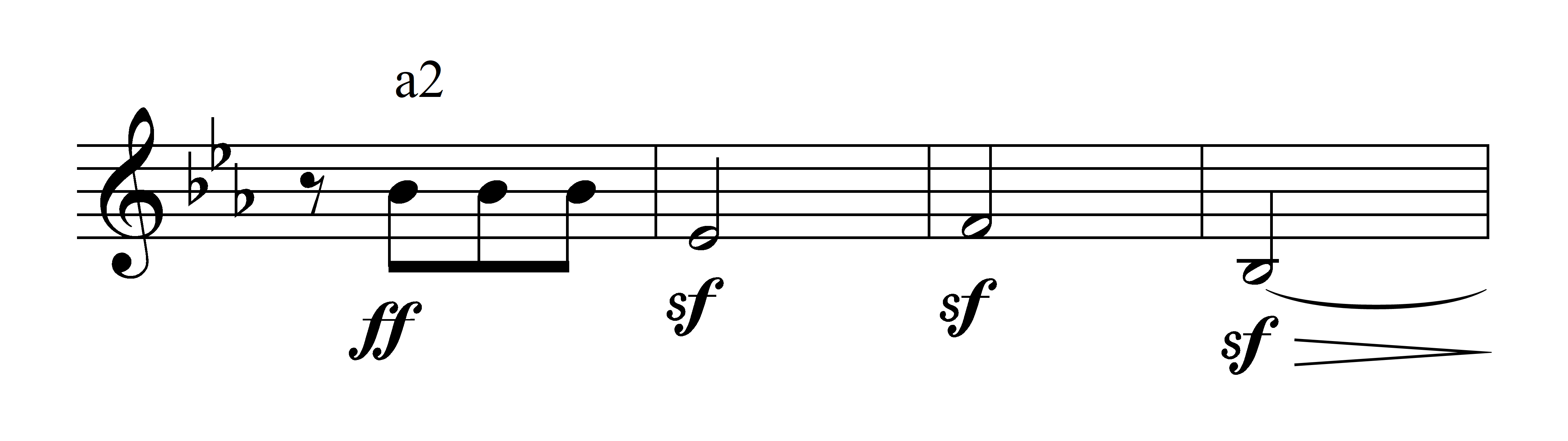
1. Satz, Horn-Motiv (T. 59–62)

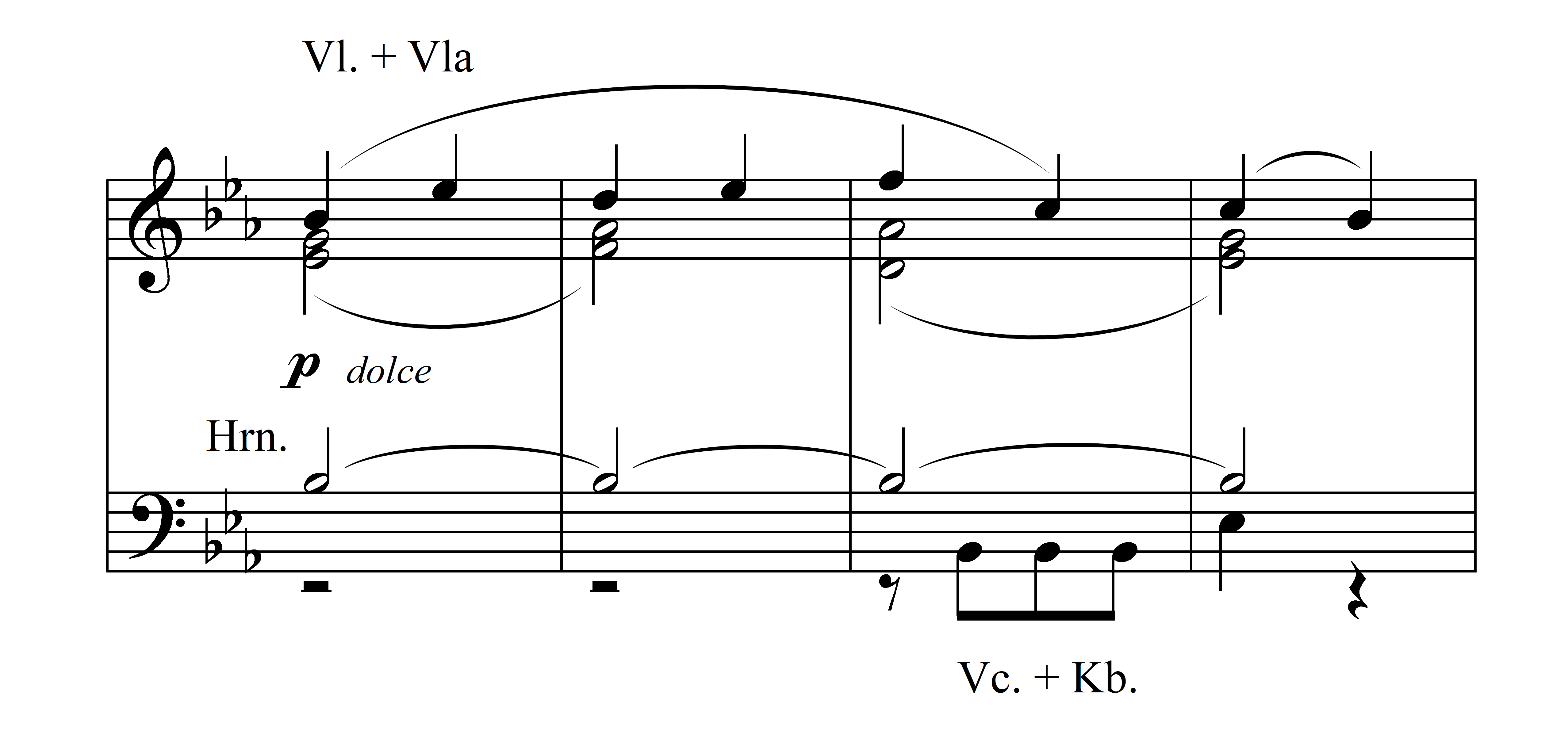
1. Satz, Beginn des Seitenthemas (T. 63–66)

Die Überleitung (T. 59–62) bringt ein kurzes Horn-Motiv im Fortissimo, das wieder mit dem Rhythmus des Anfangsmotivs, diesmal jedoch mit kadenzierender Tonfolge (b–es–f–b) gestaltet ist, leitet direkt zum Seitensatz (T. 63–110) in der Paralleltonart Es-Dur über. In gleichmäßig fließenden Vierteln bildet das gesangliche Seitenthema im Piano (dolce) als Wechselspiel zwischen Streichern und Bläsern einen deutlichen Kontrast zum bisherigen Geschehen. Begleitend erklingt aber auch hier das Anfangsmotiv in den Bässen. Die nachfolgende Schlussgruppe (T. 110–124) steht gesamthaft im Fortissimo und verwendet erneut das Hauptmotiv, diesmal jedoch in Abwärtsrichtung (zuerst in den Streichern, danach in den Bläsern). Die Exposition schließt nach dreimaliger Kadenzierung (V–I) im Tutti.
Die dreiteilige Durchführung (T. 125–242) eröffnet mit dem Motto im Fortissimo. Beethoven startet in Es-Dur (b–g), weicht aber umgehend auf die Dominante der bisher ausgesparten Subdominanttonart f-Moll aus (T. 128).

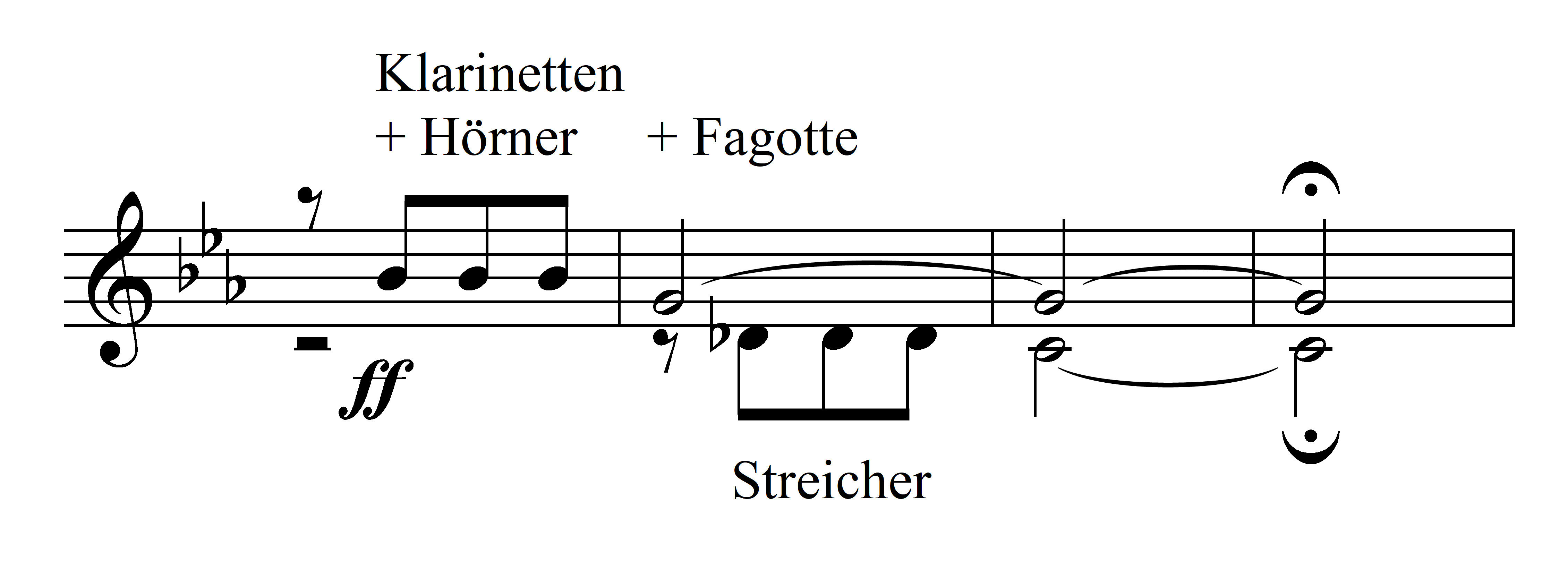
1. Satz, Durchführung (T. 125–128)

Im ersten Abschnitt (T. 125–179) wird vorwiegend Hauptsatzmaterial verarbeitet, harmonisch vielfach abgewandelt. Nach einer dynamischen Steigerung erscheint im zweiten Abschnitt (T. 179–239) nun das Überleitungsmotiv in den Geigen, zunächst in G-Dur, danach in C-Dur (T. 187ff). Dazu erklingt in den tiefen Streichern jeweils ein absteigender Kontrapunkt in Form des gebrochenen Dominantseptakkordes. Der dritte Anlauf in f-Moll in den Bläsern (T. 195ff) bleibt bereits im Ansatz stecken und mündet in eine Art statische Klangfläche, einem Wechselspiel zwischen der Bläser- und Streichergruppe im Diminuendo, das von harmonischer Labilität geprägt ist. Nach dieser beklemmenden Phase der Erstarrung, die Hector Berlioz mit dem Röcheln eines Sterbenden verglichen hat, bricht im Takt 240 überraschend das Hauptmotiv (as-f) im Fortissimo herein und leitet im Tutti zurück zur Reprise.

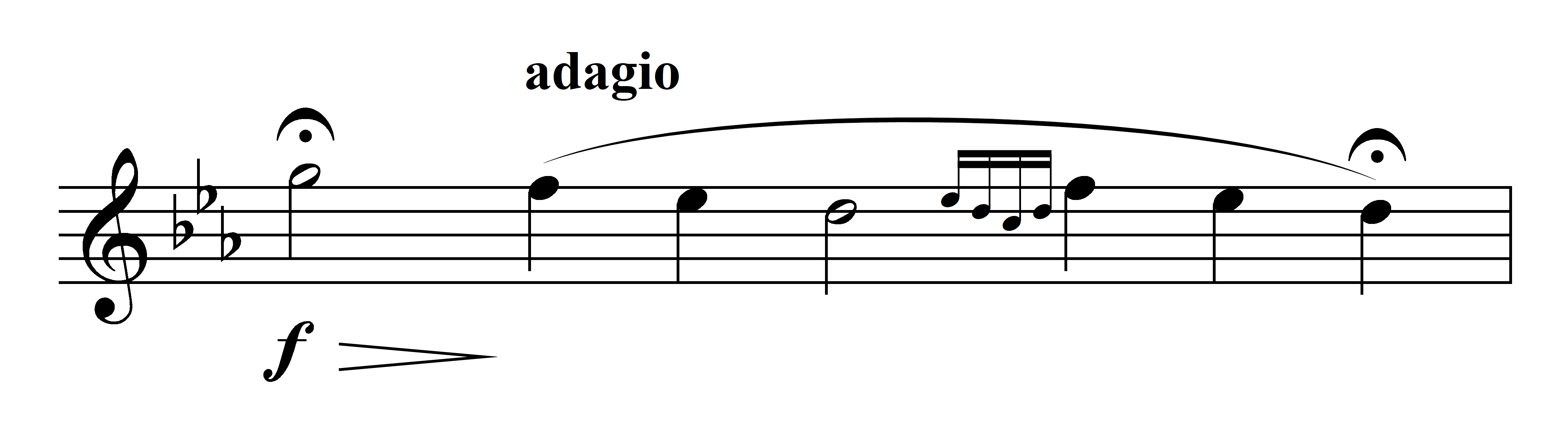
1. Satz, Oboen-Kantilene (T. 268)

Die Reprise (T. 248–374) entspricht – abgesehen von einer eingeschobenen kadenzartigen Oboen-Kantilene in Takt 268 – weitgehend dem Verlauf der Exposition. Gegen Ende des Hauptsatzes verwendet Beethoven als Brückenakkord in Takt 296 diesmal den F#°7/C, eine enharmonische Variante des verminderten Septakkordes von Takt 52. Die Überleitung (T. 303–306) wird anstelle der Hörner nun von den Fagotten übernommen. Der nachfolgende Seitensatz (T. 307–362) erscheint erwartungsgemäß in der Varianttonart C-Dur. Die Schlussgruppe mündet in eine raumgreifende Coda (T. 374–502), die ihrerseits nochmals durchführungsartig gestaltet ist. Bemerkenswert ist die Schlusspassage mit der erneuten Wiederaufnahme des Mottos in Takt 478. Im Sinne einer Reminiszenz nimmt Beethoven in der Folge letztmals das Hauptthema im Pianissimo auf (hier jedoch mit melodischen Verdoppelungen in den Holzbläsern und über dem Bordun c-g in den Celli), gefolgt vom wuchtigen Tutti im Fortissimo, das den Satz normhaft in c-Moll abschließt.

### 2. Satz: Andante con moto
As-Dur, 3/8-Takt, 247 Takte
Beim Andante handelt es sich um einen vielschichtigen Variationensatz (Doppelvariation) in der terzverwandten Tonart As-Dur. Es stellt in jeder Hinsicht einen scharfen Kontrast zum Kopfsatz dar: dort ein kurzes, rhythmisch prägnantes Motiv, hier ein weit ausschweifendes sangliches Thema mit punktierter Rhythmik. Der Satz lässt sich formal in vier Abschnitte gliedern: Thema und drei freie Variationen. Dabei übernimmt die zweite Variation die Funktion einer Durchführung, die dritte die einer Reprise mit Coda. Auffallend ist, dass die verwendeten Notenwerte bei jeder Variation kleiner werden.

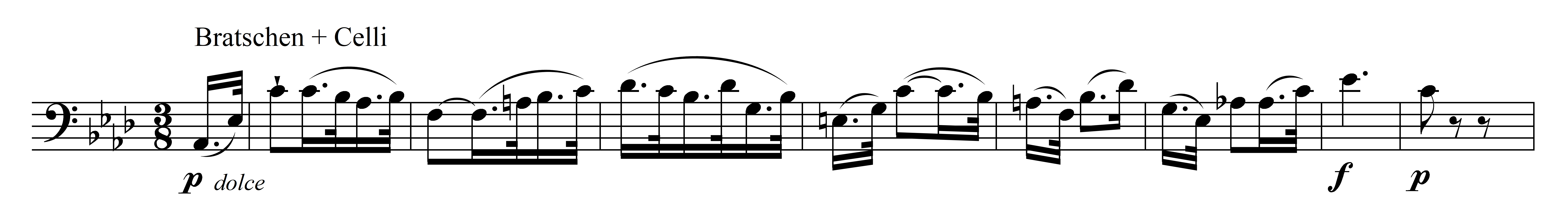
2. Satz, Hauptthema (T. 1–8)

Der erste Abschnitt (T. 1–49) besteht aus dem mehrgliedrigen Hauptthema (T. 1–22) in den Bratschen und Celli in der Grundtonart sowie einem zweiten, marschartigen Thema (T. 23–49) in den Klarinetten und Fagotten mit Begleitung in Sechzehntel-Triolen, beide zunächst im Piano (dolce). In As-Dur beginnend, moduliert das zweite Thema im weiteren Verlauf überraschend in die Mediante C-Dur und wird in der Folge im Fortissimo, hell strahlend von den Oboen, Trompeten und Hörnern wiederholt.

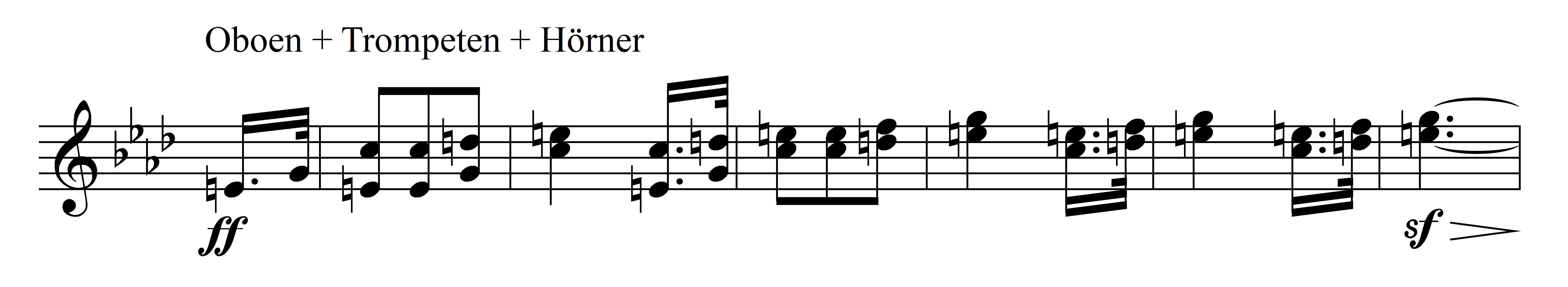
2. Satz, Marschthema (T. 32–37)

Nach einer Rückmodulation auf die Dominante Es-Dur folgt der zweite Abschnitt (T. 50–98) mit der ersten Variation des Hauptthemas (T. 50–71) in fortlaufenden Sechzehnteln und des zweiten Themas (T. 50–98) mit einer Begleitung in Zweiunddreißigsteln. Der dritte Abschnitt (T. 99–166) ist formal erweitert und harmonisch verändert: Die zweite Variation des Hauptthemas in Zweiunddreißigsteln erklingt zunächst in den Bratschen und Celli, danach in den ersten Violinen und schließlich in den Celli und Kontrabässen und endet im Takt 123 mit einer Fermate in Es-Dur. Nach einer imitatorischen Überleitung in den Holzbläsern (T. 124–147) folgt das zweite Thema diesmal direkt in C-Dur und im Tutti. Die nachfolgende Rückmodulation führt erneut auf die Dominante Es-Dur, jedoch setzt das Hauptthema in Takt 167 nun völlig unerwartet in der Varianttonart as-Moll und mit veränderter Artikulation ein. Beim letzten Abschnitt (T. 167–166) handelt es sich somit um eine Moll-Reprise. Die dritte Variation des Hauptthemas ist in sich jedoch zweiteilig, sie beginnt zunächst in as-Moll wendet sich in Takt 184 dann aber zurück nach As-Dur und mündet schließlich in eine raumgreifende Coda (T. 205–247).

### 3. Satz: Allegro
c-Moll, 3/4-Takt, 373 Takte
Der 3. Satz, ein Scherzo – wie es seit Beethoven anstelle des überkommenen Menuetts typisch wird – steht wiederum in der Grundtonart c-Moll. In der Beethoven-Literatur wird ihm vielfach der Charakter eines eigenständigen Satzes abgesprochen und die Funktion einer spannungssteigernden Überleitung zum Finale zugeschrieben. Beethoven hat den Satz auch erst bei der Reinschrift der Partitur fertiggestellt und ihn nach der Uraufführung um die Hälfte gekürzt. Die Gesamtform stellt sich in der Endfassung folgendermaßen dar: Scherzo – Trio – verkürzte Scherzo-Reprise mit Überleitung zum Finale.

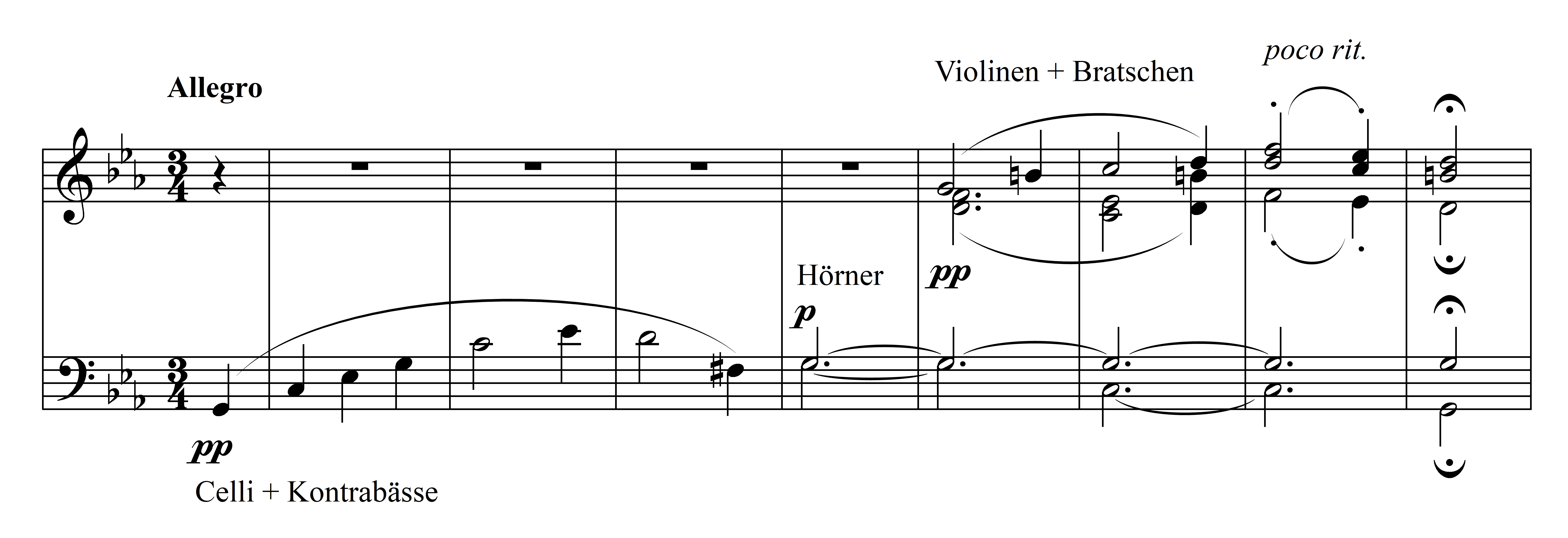
3. Satz, Hauptthema (T. 1–8)

Das Scherzo (T. 1–140) in c-Moll ist dreiteilig und beginnt mit einer zweimal ansetzenden, aufsteigendem Bassmelodie im Pianissimo, die einen Tonraum von fast zwei Oktaven aufreißt, von den hohen Streichern beantwortet wird und auf der Dominante G-Dur endet (Hauptthema). Die ausgeschriebene Wiederholung in Takt 9 ist melodisch variiert und auf 10 Takte erweitert. Darauf folgt in Takt 19 ein fanfarenartiges Thema im Fortissimo, dessen Viertonmotiv an das Motto des Kopfsatzes erinnert, zunächst in den Hörnern und danach im Tutti.

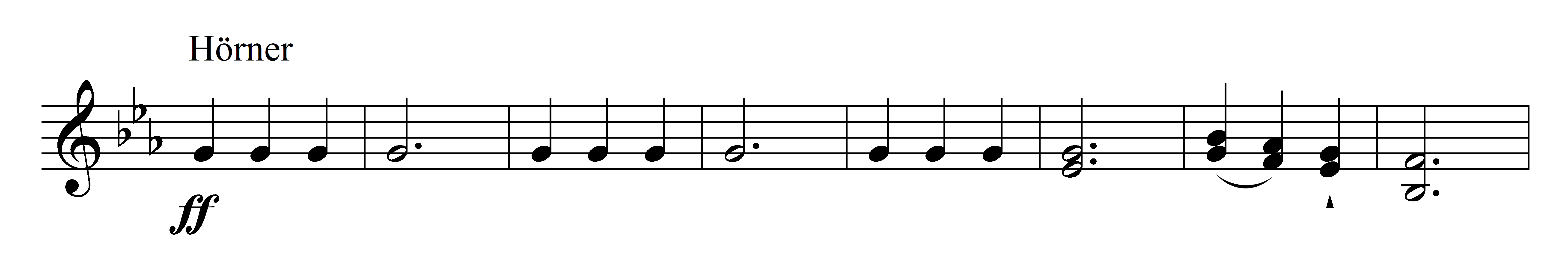
3. Satz, Fanfarenthema (T. 19–26)

Der zweite Teil (T. 53–96) ist durchführungsartig gestaltet und beginnt nun überraschend in b-Moll. Beide Themen erscheinen in der Folge nochmals in variierter Form und enden jeweils auf der Dominante F-Dur (T. 52) bzw. C-Dur (T. 96). Die Reprise (T. 97–140) steht wieder in der Grundtonart c-Moll. Sie ist formal erweitert und kombiniert die beiden kontrastierenden Themen kunstvoll miteinander.

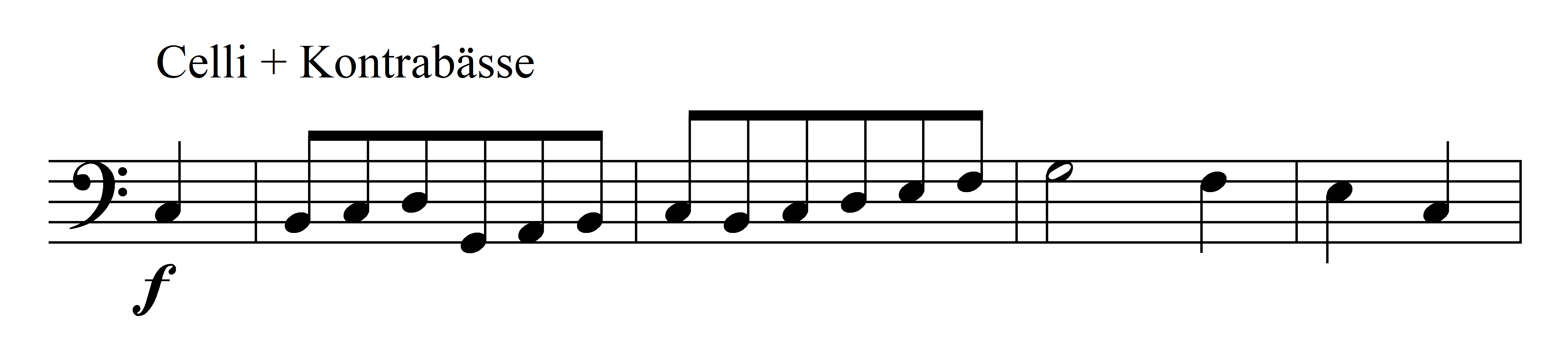
3. Satz, Beginn des Trios (T. 141ff)

Beim Trio (T. 141–236) in der Varianttonart C-Dur handelt es sich um ein stürmisches Fugato, das wiederum in den tiefen Streichern beginnt und sich mit Beteiligung der Blasinstrumente allmählich in die Höhe schraubt. Der erste Einsatz (Dux) erklingt in den Celli und Kontrabässen, die Beantwortung (Comes) folgt in den Bratschen und Fagotten, der dritte (Dux) in den zweiten Geigen und der vierte (Comes) schließlich in den ersten Geigen in Engführung. Der erste Trio-Teil (T. 141–161) ist wiederholt und moduliert erwartungsgemäß von C-Dur nach G-Dur, der zweite beginnt in Takt 162 mit einem von Zögern unterbrochenen Einsatz und besorgt im weiteren Verlauf die Rückmodulation nach C-Dur. Die angegangene Wiederholung des zweiten Trio-Teils in Takt 198 ist unvollständig und entpuppt nach einem längeren Liquidationsprozess ins Pianissimo als Rückleitung zum Scherzo.
Die verkürzte Reprise des Scherzos in c-Moll zeigt eine erstaunliche Wandlung: Aus Legato wird Pizzicato (oder kurze Noten) und alles verbleibt in gespenstischem Pianissimo. Nachdem der erste Teil (T. 237–254) weitgehend dem Anfang des Satzes entspricht, erscheint das Fanfarenthema in Takt 255 als Wechselspiel zwischen der Klarinette bzw. der Oboe und den ersten Geigen. Die Wiederaufnahme des Hauptthemas in Takt 281 wird in der Folge mit dem Viertonmotiv (zuerst in der Oboe, danach im Horn und später im Fagott) kombiniert und mündet in Takt 324 überraschend in einen Trugschluss im Pianissimo. Die Pauke treibt die Musik hier voran, indem sie rhythmisch das Motto des Kopfsatzes andeutet. Über dem Orgelpunkt as–c in den Streichern erklingt in Takt 339 nochmals eine Reminiszenz an die Anfangsmelodie in den ersten Geigen. Die melodische Fortspinnung wirkt wie ein assoziatives Suchen nach der richtigen Tonart. Im Bass kreist Beethoven hier mit Tönen des groß-vermindert-kleinen Septakkordes zunächst um die Dominante (as–g–fis–g) und verweilt in der Folge schließlich im Viertelpuls auf dem Ton g. Nach einer gewaltigen Steigerung mit allmählichem Tongeschlechtswechsel von c-Moll nach C-Dur setzt attacca das Finale ein. Eine formale Trennung der beiden Sätze unterbleibt.

### 4. Satz: Allegro
C-Dur, 4/4-Takt, 444 Takte
Die Tendenz zur Verlagerung des Schwerpunkts in den Finalsatz zeigt die 9. Sinfonie später noch deutlicher. Weiter kommt der „unbeschwert-heitere“ Charakter, wie er teilweise noch in Beethovens früheren Sinfonien (z. B. in Nr. 1 oder Nr. 2) üblich war, hier nicht mehr zum Tragen. Der Gegensatz zwischen dem dramatisch-düsteren c-Moll des ersten Satzes und dem jubilierenden C-Dur des Schlusssatzes hat die Beethoven-Literatur zu den bekannten Bildern („per aspera ad astra“, Sieg über das Schicksal, Triumph und Erlösung usw.) animiert. Zur Steigerung des triumphierenden Charakters bedient sich Beethoven der Form des Marsches – einem Militärmarsch gleich stürmt hier die Musik voran. Weiter wird die Orchesterbesetzung um Piccoloflöte, Kontrafagott und Posaunen ergänzt und das Klangspektrum dadurch in der Höhe und Tiefe erweitert. Der Schlusssatz ist ebenso wie der Kopfsatz in Sonatensatzform gebaut, wobei die Exposition 85 Takte (mit Wiederholung), die Durchführung 66 Takte, die Reprise 88 Takte und die Coda gar 205 Takte umfasst. Somit tragen Reprise und Coda im letzten Satz das Schwergewicht, das demnach ebenso wie in der Gesamtanlage der Sinfonie zum Ende hin verlagert ist.

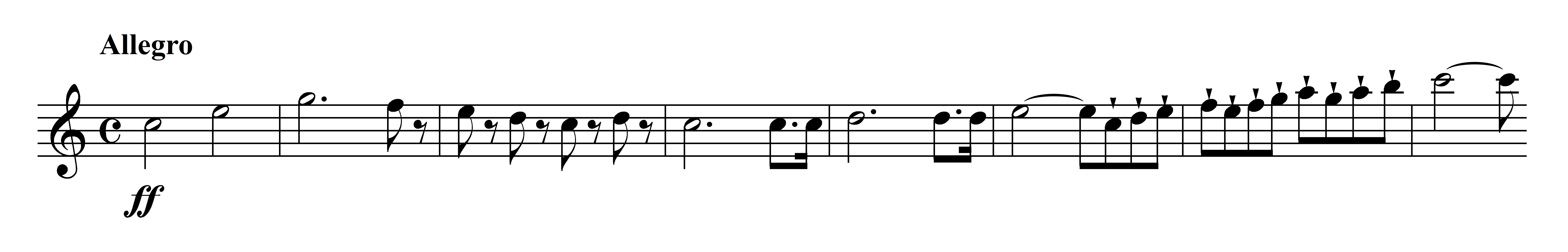
4. Satz Beginn des Hauptthemas (T. 1–8)

Die Exposition (T. 1–85) eröffnet mit dem jubilierenden Marschthema im Fortissimo. Die Überleitung (T. 26–44) enthält eigenes thematisches Material und gestaltet sich zunächst als Wechselspiel zwischen den Bläsern und den Bässen, ehe er von den Streichern weitergeführt wird und auf die Doppeldominante D-Dur moduliert. Der Seitensatz (T. 45–63) in G-Dur ist weitgehend von Triolen geprägt, spielt mit dem dynamischen Kontrast „laut-leise“ und enthält in Takt 54 eine kurze melodische Figur in den Hörnern. Auch die Schlussgruppe (T. 64–85) enthält neues Material, ein kurzes Thema erklingt zunächst in den Klarinetten, Fagotten, Bratschen und Celli im Piano und wird danach vom ganzen Orchester im Forte übernommen. Die abschließende Steigerung im Tutti hin zum Fortissimo führt via Fm und G7 zurück nach C-Dur, wo entweder die Wiederholung der Exposition oder die Durchführung folgen.

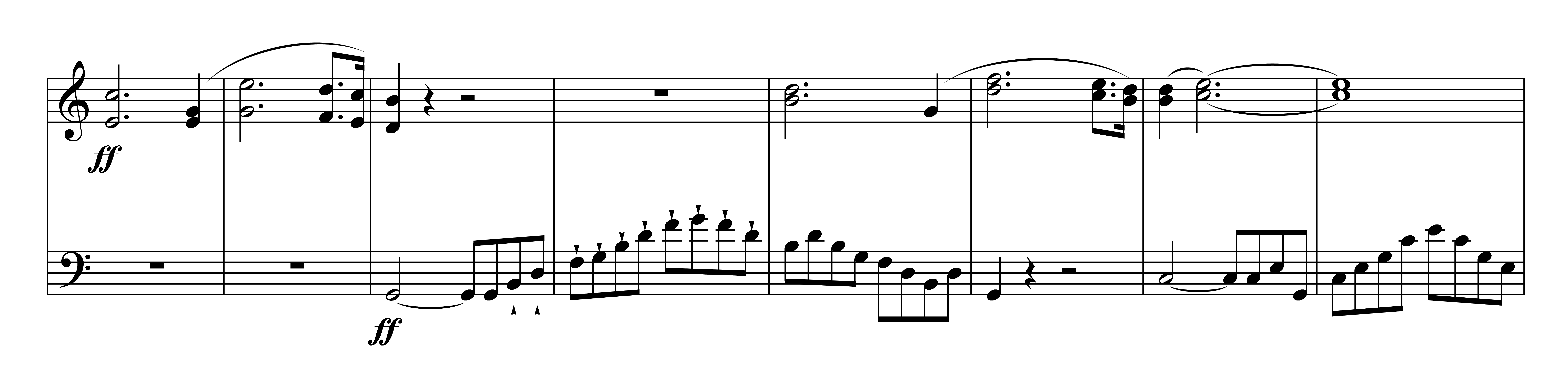
4. Satz, Überleitungsthema (T. 26ff)

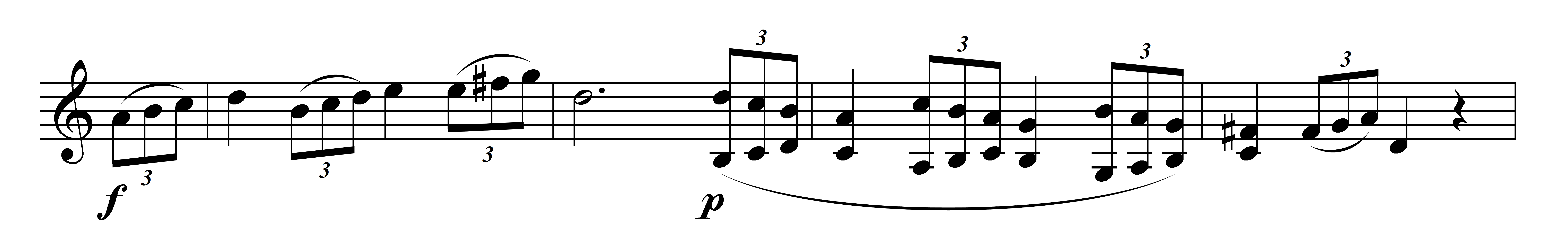
4. Satz, Beginn des Seitenthemas (T. 45–48)

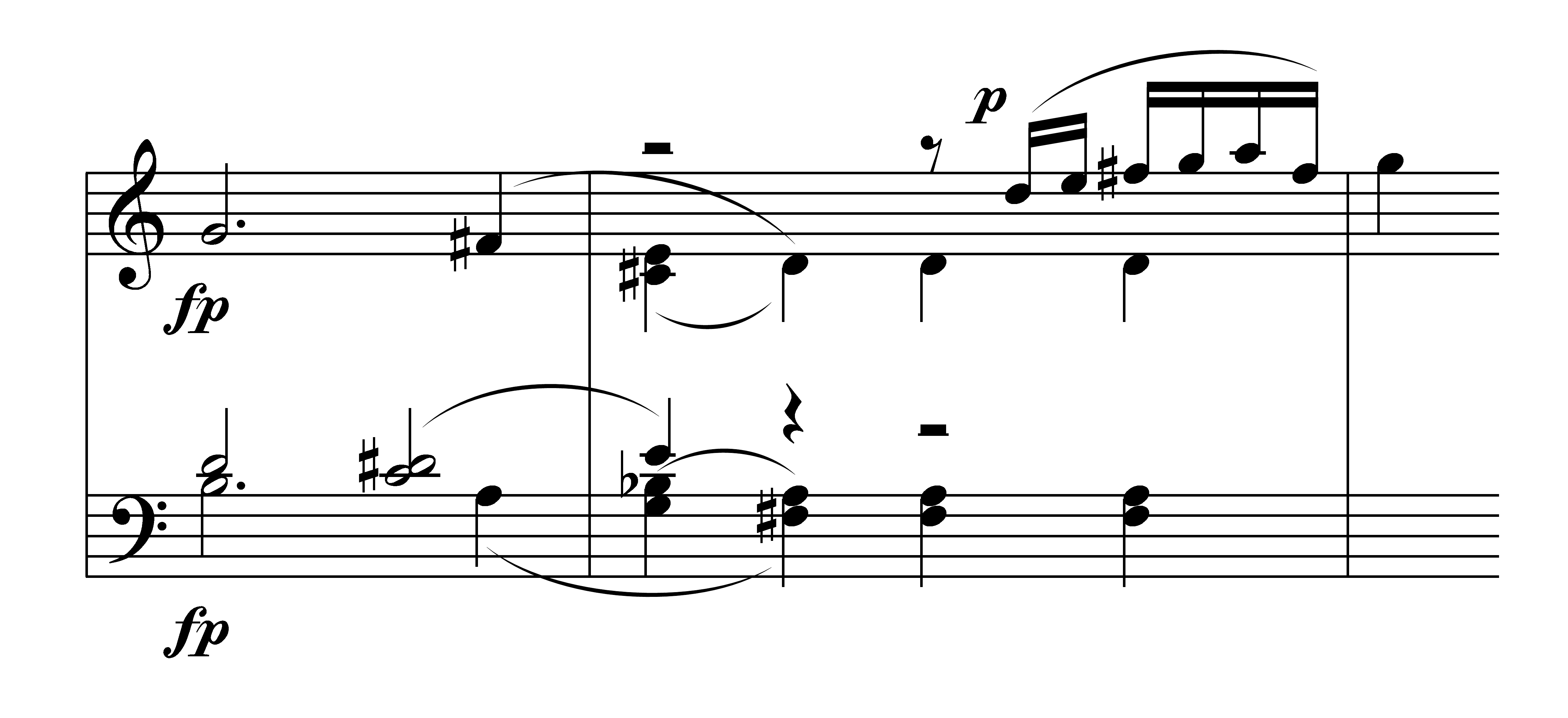
4. Satz, Schlussgruppenthema (T. 64ff)

In der Durchführung (T. 86–153) arbeitet Beethoven hauptsächlich mit dem Triolenmotiv des Seitenthemas und kombiniert dieses ab Takt 112 mit dem Kopfmotiv des Marschthemas. Nach einem sukzessiven Spannungsaufbau zum dynamischen Höhepunkt auf der Dominante G-Dur in Takt 132 kommt die Durchführung mit virtuoser Dreiklangsmelodik in den Streichern und schmetternden Fanfaren in den Bläsern zum Abschluss. Was nun folgt ist ein Kunstgriff sondergleichen: Unvermittelt greift Beethoven in Takt 153 die Überleitung aus dem Scherzo (vgl. T. 255ff) wieder auf, samt Takt- und Tempowechsel – nun allerdings in variierter Form.
Die Reprise (T. 207–294) entspricht weitgehend der Exposition und verbleibt gesamthaft in der Grundtonart. Der Hauptsatz (T. 207–231) wird wörtlich übernommen, die Überleitung (T. 232–253) aufgrund der harmonischen Einrichtung um drei Takte erweitert und beim Seitensatz (T. 254–272) kommt es infolge der Transposition nach C-Dur zu Veränderungen der Instrumentation. Die Schlussgruppe (T. 273–294) endet auf der Dominante und mündet – wie schon im Kopfsatz – in eine ausgedehnte Coda, die wiederum durchführungsartig gestaltet ist.
Im Rahmen der Coda (T. 295–444) unternimmt Beethoven mehrere Versuche, das Werk zu einem würdigen Abschluss zu bringen. Analog zur Durchführung verarbeitet er in den Takten 295–317 nochmals Haupt- und Seitensatzmaterial, bricht den ersten Abschlussversuch jedoch unerwartet ab. Beim zweiten Versuch (T. 318–334) erscheint Material der Überleitung, aber auch diesmal „misslingt“ der kadenzierende Abschluss, da ihn Beethoven überraschend im Piano auslaufen lässt. Der dritte Anlauf steigert sich mittels einer Stretto-Passage in ein rasantes Presto (T. 362), wo zunächst Material der Schlussgruppe und in der Folge dann auch nochmals Hauptsatzmaterial erklingt. Mit diesem letzten, weiträumig angelegten Anlauf schließt Beethoven das Werk nach vielmaligem Kadenzieren (V–I) mit vehementem Nachdruck in C-Dur ab. Die Schlussfermate erklingt quasi tongeschlechtsneutral im Unisono, was manchen Hörer durchaus in einer gewissen Ambivalenz hinterlassen mag.

### Metronomangaben
Im Jahr 1817 präzisierte Beethoven – inzwischen nahezu taub – die Tempobezeichnungen der einzelnen Sätze noch durch Metronomangaben, welche von der Nachwelt allerdings heftig diskutiert und teilweise sogar angezweifelt wurden.
Die meisten Dirigenten wählen ein langsameres Tempo als von Beethoven notiert. Forscher vermuteten daher, Beethoven könnte sein Metronom an der falschen Stelle abgelesen haben und die Metronomangaben seien somit um 12 Schläge nach oben verfälscht; eine um 12 Schläge korrigierte Tempoangabe deckt sich hingegen recht gut mit den beobachteten Tempi einer Vielzahl an Dirigenten, selbst denjenigen, die einer historischen Aufführungspraxis folgen.
| Satz | Tempobezeichnung          | Taktart     | Metronomangabe                               |
| ---- | ------------------------- | ----------- | -------------------------------------------- |
| I.   | Allegro con brio          | 2/4         | Halbe = 108                                  |
| II.  | Andante con moto più moto | 3/8         | Achtel = 92 Achtel = 116                     |
| III. | Allegro                   | 3/4         | punktierte Halbe = 96                        |
| IV.  | Allegro Tempo I Presto    | 4/4 3/4 2/2 | Halbe = 84 punktierte Halbe = 96 Ganze = 112 |

## Besetzung
1 Piccoloflöte, 2 Flöten, 2 Oboen, 2 Klarinetten (in B und C), 2 Fagotte, 1 Kontrafagott / 2 Hörner (in Es und C), 2 Trompeten (in C), 3 Posaunen / Pauken / Violine I, Violine II, Bratsche, Violoncello, Kontrabass
Die Piccoloflöte, das Kontrafagott und die Posaunen werden ausschließlich im 4. Satz eingesetzt.

## Rezeption

### Klassik
Die Uraufführung der 5. Sinfonie im Jahr 1808 war nach zeitgenössischen Berichten nicht sehr erfolgreich. Die Reaktion des Publikums reichte von Reserviertheit über Ratlosigkeit bis zur Ablehnung. Hinzu kam der Umstand, dass die Darbietung durch das Orchester aufgrund des für damalige Verhältnisse extrem hohen spieltechnischen Anforderungen und zu geringer Probenzeit anscheinend nicht vollkommen überzeugen konnte. Die weite Besetzung Wiens durch die französische Armee verhinderte eine Wiederholung des Werkes.
Nach dem Erscheinen der gedruckten Stimmen und eines Arrangements für Klavier zu vier Händen im Jahr 1809 begann eine intensive Beschäftigung mit der Sinfonie. Nun folgten etliche Aufführungen in Deutschland und den angrenzenden Ländern. Das Werk erfreute sich zunehmender Beliebtheit und so wurden bis zum Jahr 1828 siebenhundert und bis 1862 weitere 350 Exemplare mithilfe derselben Druckplatten gedruckt. Zusätzlich entstanden alternative Fassungen für Septett (Streicher und Flöte), Streichquintett und Klavierquartett sowie Klavierbearbeitungen von Carl Czerny, Johann Nepomuk Hummel und Franz Liszt.

### Romantik
Im 19. Jahrhundert entstand eine wachsende Anzahl von Rezensionen, Besprechungen und Kommentaren. Als eine der bedeutendsten und folgenreichsten gilt die im Jahr 1810 von E. T. A. Hoffmann für die Allgemeine musikalische Zeitung verfasste, welche die erste ausführliche Analyse des formalen Aufbaus und der strukturellen Beziehungen des Werkes enthält. Außerdem wies sie den Weg für die bald darauf massiv einsetzende Deutung in Richtung des romantischen Beethoven-Bildes.

„Tief im Gemüthe trägt Beethoven die Romantik der Musik, die er mit hoher Genialität und Besonnenheit in seinen Werken ausspricht. Lebhafter hat Rec. dies nie gefühlt, als bey der vorliegenden Symphonie, die in einem bis zum Ende fortsteigenden Climax jene Romantik Beethovens mehr, als irgend ein anderes seiner Werke entfaltet, und den Zuhörer unwiderstehlich fortreisst in das wundervolle Geisterreich des Unendlichen.“

Immer seltener wurden nun kritische Stimmen, wie jene von Louis Spohr, der die mangelnde Orientierung des Werkes am klassischen Vorbild von Haydn und Mozart bemängelt hatte:

„Bei vielen einzelnen Schönheiten bildet sie doch kein classisches Ganzes. Namentlich fehlt sogleich dem Thema des ersten Satzes die Würde, die der Anfang der Symphonie, meinem Gefühle nach, doch nothwendig haben muß. Der letzte Satz mit seinem nichtssagenden Lärm, befriedigt am wenigsten.“

Der 5. Sinfonie wurde immer größere Bewunderung zuteil. Komponisten wie Berlioz und Schumann meinten, in Beethoven einen Wegbereiter ihrer eigenen Musiksprache zu erkennen. So schrieb Berlioz:

„Unbestritten die berühmteste von allen und auch nach unserer Ansicht die erste, worin Beethoven seiner weiten Phantasie freien Lauf gelassen hat, ohne eine fremde Idee zur Führung oder als Stütze zu nehmen.“

Richard Wagner sah das Werk schon in Bezug auf sein eigenes Musikdrama:

„Hier betritt das lyrische Pathos schon fast den Boden einer idealen Dramatik im bestimmteren Sinne, und wie es zweifelhaft dünken dürfte, ob auf diesem Wege die musikalische Konzeption nicht bereits in ihrer Reinheit getrübt werden möchte, weil sie zur Herbeiziehung von Vorstellungen verleiten müßte, welche an sich dem Geiste der Musik durchaus fremd erscheinen, so ist andererseits wiederum nicht zu verkennen, daß der Meister keineswegs durch eine abirrende ästhetische Spekulation, sondern lediglich durch einen dem eigensten Gebiete der Musik entkeimten, durchaus idealen Instinkt hierin geleitet wurde.“

### 20./21. Jahrhundert
Im 20. Jahrhundert war die 5. Sinfonie dann endgültig zu einem weltweit bekannten und anerkannten Kunstwerk geworden. Nun setzte sich auch eine eher sachliche, analytische Betrachtung durch, deren bedeutendster Vertreter Heinrich Schenker war. So schrieb dieser im Vorwort einer Analyse zum vielbeschworenen „Ringen mit dem Schicksal“:

„Rang Beethoven also in Tönen, so genügt keine der Legenden und keine hermeneutische Deutung, um die Tonwelt zu erklären, wenn man nicht eben mit den Tönen denkt und fühlt, wie sie gleichsam selber denken.“

Der Nationalsozialismus sah in Beethovens Musik deutsche, natürlich weltweit überragende Geistesleistungen dargestellt. Insbesondere der „Geist der Zeit“, das „Erwachen des deutschen Volkes“, das sich anschicken sollte, auch kulturell als „germanische Rasse“ zu dominieren, meinte man hier festzustellen. Bereits 1934 hatte Arnold Schering von der 5. Sinfonie als einem Werk der „nationalen Erhebung“ geschwärmt und sie gleichgesetzt mit dem Bild des „Existenzkampfes eines Volkes, das einen Führer sucht und endlich findet“. Angeblich vermittelten Beethovens Werke spürbar diese Gefühle des „Heroischen“ und „Faustischen“, „Erhabenen“ und „Monumentalen“. Dass die BBC im Zweiten Weltkrieg den Buchstaben „V“ für Victory im Morse-Alphabet (···—) als Jingle verwendete, wurde später als Referenz an das Kopfmotiv des ersten Satzes gedeutet, war ursprünglich aber nicht beabsichtigt.
In den 1960er und 1970er Jahren betonten Autoren wie Theodor Adorno dann den Zusammenhang des Werkes mit den um 1800 aufkommenden Emanzipationsbestrebungen des Bürgertums. So schreibt dieser in seiner Musiksoziologie über die Beethoven-Sinfonien:

„Die Beethoven’schen Symphonien waren, objektiv, Volksreden an die Menschheit, die, indem sie ihr das Gesetz ihres Lebens vorführten, sie zum unbewußten Bewußtsein jener Einheit bringen wollten, die den Individuen sonst in ihrer diffusen Existenz verborgen ist.“

Auch in musikalischer Hinsicht wurde Beethovens 5. Sinfonie im 20. Jahrhundert und am Anfang des 21. Jahrhunderts vielfältig aufgenommen. Charles Ives zitierte das Werk in seiner Concord-Sonata (1915), Arnold Schönberg in seiner Ode an Napoleon (1942) und Wolfgang Fortner in seinen Mouvements für Klavier und Orchester (1953). Speziell das Anfangsmotiv des ersten Satzes wurde in den letzten Jahrzehnten von Blasorchestern, Tanzkapellen sowie Rock- und Pop-Bands (Ekseption, Walter Murphy, Steve Vai, Joe Satriani, Electric Light Orchestra und dem Trans-Siberian Orchestra) aufgegriffen. Der R&B-Sänger Robin Thicke erreichte 2002 mit dem Song When I Get You Alone, der auf einer Adaption des Anfangsmotivs der Sinfonie basiert, weltweit Chartplatzierungen.

Als Filmmusik erklingt in dem Spielfilm Rotation (1949) von Wolfgang Staudte ausschließlich Beethovens Fünfte. Im Fernsehfilm Spiel um Zeit (1981) nach dem Roman Das Mädchenorchester von Auschwitz von Fania Fénelon dient die Erarbeitung des ersten Satzes der Lebensverlängerung der Musikerinnen. In Disneys Fantasia 2000 wird die Sinfonie der Schmetterlingsszene unterlegt und dient als Eröffnungsmusik. Priscilla Presley erzählte, die 5. Sinfonie habe es Elvis Presley „ganz besonders angetan. Wenn er die auflegte, drehte er die Lautstärke so weit auf, wie es nur ging, und fing an zu dirigieren.“

## Einspielungen
Im Jahr 2011 existierten 150 Einspielungen des Werkes. Deshalb können nur wenige Aufnahmen gesondert erwähnt werden. Die erste Aufnahme stammt von den Berliner Philharmonikern unter Arthur Nikisch aus dem Jahr 1913. In der Folgezeit lassen sich zwei verschiedene Interpretationsansätze verfolgen: zum einen die romantische Beethoven-Interpretation, repräsentiert durch Wilhelm Furtwängler, Otto Klemperer, Bruno Walter und Willem Mengelberg. Die Tempi sind getragen und deutlich langsamer als vom Komponisten angegeben (bis zu 40 Minuten Gesamtspielzeit). Die einzelnen Abschnitte innerhalb eines Satzes sind zusätzlich im Tempo voneinander abgehoben, die Oberstimmen sind gegenüber den Gegenstimmen hervorgehoben. Der andere Ansatz (zuerst vertreten durch Arturo Toscanini) befolgt die schnellen Metronomangaben (mit den vorgeschriebenen Wiederholungen: 33 Minuten Gesamtspielzeit), ist im Klangbild schlanker und versucht eher, die Satzstruktur herauszuarbeiten. Weitere wichtige Einspielungen existieren von Carlos Kleiber, René Leibowitz, Herbert von Karajan, Leonard Bernstein, Ferenc Fricsay, George Szell, Rafael Kubelík und Igor Markevitch. Im Zuge der historischen Aufführungspraxis entstanden auch Aufnahmen der Sinfonien Beethovens auf Originalinstrumenten (z. B. durch Roger Norrington, Frans Brüggen und John Eliot Gardiner). Eine rhythmisch prägnante Aufnahme nach dem Urtext entstand unter David Zinman. Ferner ist die Klavierbearbeitung von Franz Liszt (in Aufnahmen von Konstantin Scherbakov, Cyprien Katsaris, Glenn Gould, Paul Badura-Skoda und İdil Biret) zu erwähnen. Von Ernst-Erich Stender existiert eine Bearbeitung für Orgel. Der amerikanische Organist Thomas Heywood transkribiert in einem Projekt, das bis 2027 abgeschlossen sein soll, sogar alle Beethoven-Sinfonien für Orgel.